# Каланджанус
Каланджанус (італ. Calangianus, сард. Calanzanus) — муніципалітет в Італії, у регіоні Сардинія, провінція Сассарі. До 2016 року муніципалітет належав до провінції Ольбія-Темпіо.
Каланджанус розташований на відстані близько 300 км на захід від Рима, 190 км на північ від Кальярі, 26 км на захід від Ольбії, 9 км на схід від Темпіо-Паузанії.
Населення — 4175 осіб (2014).
Щорічний фестиваль відбувається 14 травня. Покровитель — Santa Giusta.

## Демографія
Населення за роками:

Станом на 1 січня 2023 року в муніципалітеті офіційно проживало 148 іноземців з 26 країн, серед них 52 громадяни країн Євросоюзу.

## Сусідні муніципалітети
- Беркідда
- Лурас
- Монті
- Сант'Антоніо-ді-Галлура
- Тельті
- Темпіо-Паузанія